# Олег Ковачев
Олег Христов Ковачев е български актьор, режисьор и оператор.

## Биография
Роден е на 19 октомври 1955 г. Баща му е известният оператор, сценарист и режисьор Христо Ковачев. Завършва ВИТИЗ „Кръстьо Сарафов“ през 1980 г. със специалност „операторско майсторство“.
След това работи във Студията за игрални филми „Бояна“ в творчески колектив „Глобус“ и СНПДФ „Време“ като асистент (1980-).
Член на СБФД.
Негова съпруга до 1998 г. е киноведката Антония Ковачева. Децата на Олег Ковачев, Боян и Неда, също участват във филми.

## Награди и отличия
Като актьор
- „Сребърен лъв“ за филма „Рицар без броня“ на кинофестивала във Венеция, Италия, 1966 г.
- „Награда за най-добра детска роля“ за (Ваньо) във филма „Рицар без броня“ на кинофестивала във Венеция, Италия, 1966 г.
- „Награда за най-добра детска роля“ за (Ваньо) във филма „Рицар без броня“ на фестивала в Москва, СССР, 1967 г.

Като режисьор
- „Награда за дебют“ за Миг бяла светлина на МКФ (Москва, СССР, 1983).
- „Награда на ФИПРЕССИ“ за Фонтанки на МКФ (Краков, Полша, 1984).
- „Почетен диплом“ за Фонтанки на МКФ (Тампере, Финландия, 1984).
- „Награда за дебют в документалното кино“ на СБФД за Душата (1986).
- „Почетен диплом“ за Душата на МКФ (Тампере, Финландия, 1987).
- „Награда на МНО“ за Бисери на ФБКФ (Пловдив, 1989).
- „Награда за режисура“ за „245.5“ на фестивала „Златен ритон“ (2009).
- „Награда за най-добър филм на спортна тематика“ на Българския олимпийски комитет за „245.5“ (2011).

## Филмография

### Като актьор
| Година      | Филми и сериали                    | Серии | Копродукции  | Роля           |
| ----------- | ---------------------------------- | ----- | ------------ | -------------- |
| 2019        | „Съновидеца“                       |       |              | шефът Чуков    |
| 1980        | Трите смъртни гряха                |       |              | ученикът       |
| 1973        | Най-добрият човек, когото познавам |       |              | Мариан Маринов |
| 1969 – 1971 | На всеки километър                 | 26    |              | Стефчо         |
| 1967        | Свирачът (The Clown and the Kids)  |       | САЩ/България | Били           |
| 1967        | Най-дългата нощ                    |       |              | детето         |
| 1966        | Рицар без броня                    |       |              | Ваньо Стамов   |

### Като режисьор, сценарист и оператор
- 1983 „Миг бяла светлина“ дипломна работа /сц, реж, оп/
- 1984 „Фонтанки“ /сц, реж, оп/
- 1984 „Жестоко“ /оп/
- 1985 „Ятакът“ /оп/
- 1985 „Сливналии“ /оп/
- 1986 „Светът е сън за нас“ /оп/
- 1986 „Душата“ режисьорски дебют /реж/
- 1987 „Бисери“ /сц, реж/
- 1988 „Слаб или отличен“ /сц, реж/
- 1989 „Спасявай се“ /реж/
- 1989 „Общежитие“ /сц, реж/
- 1990 „На прощаване“ /реж/
- 1991 – 1993 снима няколко учебни филма по поръчка на МОН
- 1993 „Сини шампиони“ /сц, реж/
- 1994 „Голямата синя магия“ /сц, реж/
- 2002 „Парола: жив класик“ /реж/
- 2003 „Балада за Гунди“ /сц+, реж/
- 2004 „Любов на колела“ /сц, реж/
- 2005 „Тайната родина на поета“ /реж/
- 2006 „Спиралата“ /сц, реж/
- 2006 „Лихачов, мислителят...“ /реж/
- 2007 „Светителят“ /реж/
- 2007 „Да превземеш бордюра!“ /сц, реж/
- 2007 „Българинът Александър Първи“ /реж/
- 2008 „Финландците идат!“ /реж/
- 2009 „Мами“ игрална новела /реж/
- 2009 „245.5“ /сц, реж/
- 2009 „Прозорецът на Нина“ игрална новела /реж/
- 2010 „Седем педи над земята“ /реж/
- 2010 „Изгубени в прехода“ /реж/
- 2010 „Здравей, обичам те!“ /сц, реж/
- 2010 „Карай да върви...“ /сц, реж/
- 2011 „Етюд за красотата отвътре“ /реж/
- 2011 „Силата на дамасцена“ /реж/
- 2011 „Няма забравени влакове“ /реж/
- 2012 „Българското „да“ за Македония“ /реж/
- 2012 „BG железниците-параграф 22“ /реж/
- 2012 „Спомен за Гришата“ /сц, реж/ [1]
- 2012 „Подмененият език“ /реж/
- 2012 „Солени сълзи“ /реж/
- 2012 „Скандалът „Синя зона“ /реж/
- 2012 „Процесът“ /реж/
- 2012 „Забравената царица“ /реж/
- 2013 „Незавършен разговор с Калата“ /сц+, реж/
- 2013 „На Сашо с любов“ /реж/
- 2013 „Писма от Одрин“ /реж/
- 2013 „Седем мига от бъдещето“ /реж/
- 2013 „Акра-приказка между вода и огън“ /реж/
- 2013 „Корал завинаги“ /реж/
- 2013 „Чупливата история“ /реж/
- 2014 „Пришълци“ /реж/
- 2014 „Парола Демокрация“ /реж/
- 2014 „Всичко от нула?“ /реж/
- 2015 „Михаил срещу машините“ /реж/
- 2015 „Забраняваната легенда“ /реж/
- 2015 „Проиграната мечта за Беломорието“ /реж/
- 2016 „Единайсет секунди на запад“ /реж/
- 2016 „Камъкът на страха“ /реж/ За Битолския надпис, сц. Коста Филипов
- 2017 „Киното срещу властта“ /реж/ Как и защо са спирани български игрални филми по време на социализма.[2]
- 2018 „Легендата 7:2“ /реж/ Разказ за епохалния футболен мач от 1968 година между „Левски“ и ЦСКА „Червено знаме“
- 2019 „Мъже от огън“ /сц, реж/ Филм за Хаджи Димитър, Стефан Караджа и четниците им.
- 2020 „Досието на смеха“ /реж/ Как Георги Парцалев е бил следен от няколко агенти на Държавна сигурност.[3]
- 2021 „Таралежите с бодли“ /сц, реж/ Разказ за сценаристите Мориц Йомтов и Марко Стойчев.[4]
- 2021 „Сърцето на динята“ /сц, реж/ Посветен на творчеството на Станислав Стратиев.
- 2021 „Бай Захари“ /сц, реж/ Филм за режисьора Захари Жандов.
- 2022 „С усмивка в живота“ /сц, реж/ Филм за актьора Георги Мамалев.
- 2023 "Апостол-силата на духа!" /сц+, реж+/
- 2024 "Нашият квартал "Цар Иван Асен II" /сц, реж/
- 2024 "На Коста с обич" /сц, реж/ За Коста Цонев
- 2025 "Синята деветка" /сц, реж/ За Георги Аспарухов